# Bombos y tarolas
«Bombos y Tarolas» es una canción del grupo de hip hop mexicano Cartel de Santa. Esta fue escrita por MC Babo y por Dharius para su quinto álbum de estudio, Sincopa (2010). En México, la canción fue lanzada el 27 de mayo del 2010 como el primer sencillo del álbum. Posteriormente se publicó el vídeo oficial el 25 de agosto de 2010. También se publicó la letra de la canción.